# Trirhabda confusa
Trirhabda confusa är en skalbaggsart som beskrevs av Blake 1931. Trirhabda confusa ingår i släktet Trirhabda och familjen bladbaggar. Inga underarter finns listade i Catalogue of Life.